# Гаудувер, Хенри ван
Хенри Даниэл ван Гаудувер (нидерл. Henri Daniël van Goudoever; 12 ноября 1898, Утрехт — 3 марта 1977, Гаага) — нидерландский дирижёр, виолончелист и композитор.
Учился в Утрехте в музыкальной школе под руководством Йохана Вагенара, затем в 1918—1921 гг. совершенствовался как виолончелист в Париже под руководством Жерара Эккинга. В 1919 г. оркестр Консертгебау под управлением Виллема Менгельберга исполнил два оркестровых сочинения Гаудувера — «Впечатление» (нидерл. Impressie) и «Сфинкс». По окончании парижского периода в 1922 г. поступил виолончелистом в оркестр Консертгебау, выступал с ним и как солист (особенно при исполнении концерта для виолончели с оркестром Корнелиса Доппера).
В 1924 г. отправился в Германию, непродолжительное время был ассистентом Карла Мука на Байройтском фестивале, а затем по приглашению Фердинанда Саксен-Кобургского занял место оперного дирижёра в театре Кобурга, где проработал восемь лет. Вернувшись в Нидерланды, в 1934 г. дебютировал как дирижёр с оркестром Консертгебау, а затем занял пост главного дирижёра в Утрехтском муниципальном оркестре. Однако в 1937 г. в результате конфликта с оркестрантами Гаудувер вынужден был покинуть эту должность. Последовавший за этим внутренний кризис привёл его к отказу от продолжения музыкальной карьеры, и вторую половину жизни Гаудувер посвятил пропаганде антропософского учения.